# Mary M. Cohen
Pour les articles homonymes, voir Cohen.
Mary M. Cohen, connue sous le nom de plume Coralie, née le 26 février 1854 à Philadelphie et décédée le 2 juillet 1911 à Atlantic City, est une économiste sociale, journaliste et auteure protoféministe américaine. Elle est aussi sculptrice sur bois, enseignante et pédagogue.

## Enfance et éducation

### Enfance
Mary Matilda Cohen est née à Philadelphie en Pennsylvanie, le 26 février 1854. Elle est la deuxième fille de Henry et Matilda Cohen, couple juif de la bonne société locale.
Henry Cohen est né à Londres, au Royaume-Uni, en 1810. Il émigre aux États-Unis en 1844 et s'installe à Philadelphie où il se lance dans les affaires et s'investit dans de nombreuses sociétés philanthropiques juives libérales. Il meurt en 1879. Son épouse, Matilda Cohen, née à Liverpool au Royaume-Uni, se dédie aux œuvres de charité.

### Éducation
Mary étudie à l'école privée de Miss Ann Dickson à Philadelphie jusqu'à l'âge de quatorze ans. Elle y apprend le français, l'anglais, le latin et le dessin. Elle poursuit son éducation à l'école de Miss Catherine Lyman. Elle suit ensuite le cours de littérature du professeur Chase et étudie l'allemand pendant trois ans.
Dès l'âge de sept ans, elle étudie la musique avec sa mère puis avec des professeurs particuliers. Elle commence à écrire des nouvelles dès l'âge de treize ans.

### Célibat
Mary refusera toute sa vie de se marier. Les autrices Charlotte Baum, Paula Hyman (en) et Sonya Michel (en), dans leur livre The Jewish Woman in America, suggèrent que malgré son excellente éducation, elle aurait, comme de nombreuses autres jeunes femmes juives de son époque, rencontré des difficultés à trouver un partenaire parmi les jeunes hommes de sa communauté, souvent plus traditionalistes,.
Son choix du célibat est perçu comme radical à son époque, en particulier dans la communauté juive où les femmes célibataires n'ont traditionnellement aucune place définie.

## Historiques et Carrière
Son premier essai Religion Tends to Cheerfulness (« La religion tend à la gaieté ») est publié dans le Jewish Index. Mary devient une contributrice au sein de divers périodiques religieux, juifs et chrétiens. Elle y écrit sous le pseudonyme de Coralie.
Elle manie également bien la littérature en prose et la poésie, que les questions concernant le judaïsme. Elle rédige des articles sur le statut et le rôle du peuple hébraïque dans l'histoire contemporaine.
Elle fait trois voyages en Europe où elle rencontre l'intelligentsia juive européenne.
De retour aux États-Unis, elle s'investit dans des associations et fondations. Elle fonde et préside le Browning Club de Philadelphie (association vouée à l'étude de l'œuvre du poète Robert Browning) , assure le secrétariat de la Jewish Publication Society of America et est surintendante de l'école hébraïque locale.
Elle est également membre de clubs littéraires et artistiques, tels que le Contemporary Club et la Fairmount Park Association, et est membre du conseil d'administration du Pennsylvania Museum and School of Industrial Art.
En 1876, après la clôture de l'exposition universelle de Philadelphie organisée à l'occasion du centenaire de la déclaration d'indépendance des États-Unis d'Amérique, le comité exécutif de la Women’s Centennial Commission fonde le New Century Club, favorable aux droits des femmes et au mouvement abolitionniste. C'est une des premières associations de femmes aux États-Unis et elle les rejoint dès la première heure. Mary M. Cohen devient responsable du cours d'écriture et est également élue au conseil exécutif du club.
Mary M. Cohen est choisie pour siéger au département d'économie sociale du comité de la ville de Philadelphie lors de l'exposition universelle de 1893. Durant celle-ci, au sein du Congrès des femmes hébraïques, Mary fait la lecture de deux de ses articles devant la First Unitarian Church de Chicago : « L'influence de la religion juive sur le foyer » et « Ce que le judaïsme a fait pour l'émancipation théologique des femmes » .
Elle devient membre de l'American Social Science Association dans le département d'économie sociale.
Mary est très influencée dans sa pratique de la religion par Sabato Morais, le fondateur du Jewish Theological Seminary of America. Elle travaille pour l'école hébraïque de sa synagogue, d'abord en tant qu'instructrice, puis comme surintendante. Elle fournit ses services à l'Union des jeunes femmes juives et à d'autres institutions caritatives, éducatives et sociales. Elle devient membre, puis secrétaire correspondante du premier comité exécutif de la Jewish Publication Society of America. Enfin, elle intègre le Comité sur la religion du Conseil national (américain) des femmes juives.
Mary M. Cohen meurt à Atlantic City, dans le New Jersey, le 2 juillet 1911,.

## Œuvres
Voici quelques articles rédigés par Mary Cohen:
- Orthodox and Reform Jews (« Juifs orthodoxes et réformés ») .
- The Synagogue and the Jewess (« La Synagogue et la Juive ») un poème en l'honneur de Sir Moses Montefiore .
- des études sur les poèmes de Robert Browning, dont Rabbi Ben Ezra , Saul  et Jochanan Ha Kadosh (the Holy)  .
- des articles sur Emma Lazarus, dont « Emma Lazarus, woman, poet, patriot»[10].